# 竹 (イラストレーター)
竹（たけ、1983年12月21日 - ）は、日本の女性イラストレーター。

## 人物・来歴
東京都在住。ホームページで自作イラストを発表していたところ講談社の太田克史にスカウトされ、西尾維新『クビキリサイクル』の装画担当としてデビュー。以降、戯言シリーズや刀語など西尾維新作品を中心に、挿絵など多くの作品を手がける。
イラストはAdobe Illustratorを用いて描かれている作品が多いが、Adobe PhotoshopやSAIを用いることもある。手塚治虫と動物（特に猫）が好き。

## 作品

### 表紙・挿絵

#### 小説
- 戯言シリーズ（著者：西尾維新、2002年2月 - 2005年11月 講談社ノベルス / 2008年4月 - 2009年6月 講談社文庫）表紙絵、挿絵
  - 人間シリーズ（著者：西尾維新、2004年2月 - 2010年3月 講談社ノベルス / 2011年12月 - 2014年10月 講談社文庫）表紙絵、挿絵
  - 最強シリーズ（著者：西尾維新、2015年4月 - 2020年5月 講談社ノベルス / 2020年5月 - 2022年8月 講談社文庫）表紙絵、挿絵
  - 人類最強のヴェネチア（著者：西尾維新、2020年11月 講談社）表紙絵
- 刀語（著者：西尾維新、2007年1月 - 12月 講談社BOX）表紙絵、挿絵
  - 真庭語 初代真庭蝙蝠 初代真庭喰鮫 初代真庭蝶々 初代真庭白鷺（著者：西尾維新、2008年12月 講談社BOX ISBN 978-4-06-283687-6）表紙絵・挿絵
- 星海社朗読館 『銀河鉄道の夜』第9章「ジョバンニの切符」（著者：宮沢賢治、朗読：坂本真綾、2011年7月 星海社FICTIONS ISBN 978-4-06-138805-5）表紙絵、挿絵
- とある魔術の電脳戦機（著者：鎌池和馬、2016年5月10日 電撃文庫 ISBN 978-4-04-865945-1）オリジナルキャラクターデザイン

#### その他
- 大学生なら知っておきたい物理の基本［力学編］（著者：為近和彦、2003年7月 中経出版 ISBN 978-4-8061-1851-0）表紙絵
- カラン卿の短歌魔宮（著者：黒瀬珂瀾、2004年 - 2006年 読売新聞連載）イラスト
- 理系なら知っておきたい化学の基本ノート［物理化学編］（著者：岡島光洋、2003年12月 中経出版 ISBN 978-4-8061-1938-8）表紙絵
- 入試にでる古文単語が面白いほど記憶できる本（著者：鳥光宏、2005年1月 中経出版〈上・下〉 ISBN 978-4-8061-2151-0 ISBN 978-4-8061-2152-7）表紙絵
- ジャパナメリカ 日本発ポップカルチャー革命（著者：ローランド・ケルツ、訳：永田医、2007年5月 武田ランダムハウスジャパン ISBN 978-4-270-00214-8）表紙絵
- 猫と少女（常川庭助、2010年5月 ルビコンハーツ〈同人誌〉）表紙絵
- 原くくる処女戯曲集 六本木少女地獄（著者：原くくる、2011年7月 星海社FICTIONS ISBN 978-4-06-138811-6）表紙絵、挿絵

### 画集
- 竹画集 刀語絵巻（2009年1月 講談社 ISBN 978-4-06-214672-2）
- 竹画廊画集 2010-2011（2012年2月 星海社 ISBN 978-4-06-217408-4）
- 竹画廊絵にっき 2011-2013（2013年11月 星海社 ISBN 978-4-06-218742-8）
- 竹画廊絵にっき 2013-2014（2014年11月 星海社 ISBN 978-4-06-219243-9）
- 竹画廊レターブック（2018年10月 星海社 ISBN 978-4065134290）

### イラストーリー
- ピザ・トランシルバニア（『漫画BOX AMASIA』2010年7月 講談社 ISBN 978-4-06-364826-3）

### ゲーム
- ブレイブリーデフォルト（2012年）キャラクターデザイン
- ポケットモンスターシリーズ
  - ポケットモンスター サン・ムーン（2016年）ポケモンキャラクターデザイン、トレーナーグラフィックデザイン
  - ポケットモンスター ソード・シールド（2019年）キャラクターデザイン、ポケモンデザイン
  - Pokémon LEGENDS アルセウス（2022年）ヒューマンキャラクターデザイン
  - ポケットモンスター スカーレット・バイオレット（2022年）人物デザイン
- 電脳戦機バーチャロン×とある魔術の禁書目録 とある魔術の電脳戦機（2018年）オリジナルキャラクターデザイン
- Fate/Grand Order（2017年 - 2022年）概念礼装イラスト、キャラクターデザイン
- ワールズエンドクラブ（2020年）キャラクターデザイン[2]

### アニメ
- うーさーのその日暮らし（2012年）第2話エンドカード
- 日本アニメ（ーター）見本市 「I can Friday by day!」（2015年）キャラクターデザイン、スペシャルエフェクト作画
- シン・エヴァンゲリオン劇場版（2021年）デザインワークス
- 機動戦士Gundam GQuuuuuuX（2025年）キャラクターデザイン[3]